# Грањано (Лука)
Грањано је насеље у Италији у округу Лука, региону Тоскана.
Према процени из 2011. у насељу је живело 16 становника. Насеље се налази на надморској висини од 102 м.